# Marmosops cracens
Marmosops cracens är en pungdjursart som först beskrevs av Charles O. Handley och George Gordon 1979. Marmosops cracens ingår i släktet Marmosops och familjen pungråttor. IUCN kategoriserar arten globalt som otillräckligt studerad. Inga underarter finns listade.
Pungdjuret är bara känt från en liten region i norra Venezuela. Området ligger cirka 150 meter över havet och är täckt av städsegrön skog.